# فرودگاه شهری پراوینستاون
 فرودگاه شهری پراوینستاون (به انگلیسی: Provincetown Municipal Airport) یک فرودگاه همگانی بهره‌برداری هوایی با کد یاتا PVC است که یک باند فرود آسفالت دارد و طول باند آن ۱۰۶۷ متر است. این فرودگاه در شهر پراوینستاون کشور ایالات متحده آمریکا قرار دارد و در ارتفاع ۳ متری از سطح دریا واقع شده است.

## شرکت‌های هواپیمایی و مقصدهای پروازی
| شرکت‌های هواپیمایی | مقصدهای پروازی              |
| ----------------- | --------------------------- |
| کیپ ایر           | لوگان فصلی: شهرستان وستچستر |